# Турово (Новгородская область)
Турово — деревня в Старорусском муниципальном районе Новгородской области, с весны 2010 года относится к Великосельскому сельскому поселению. На 1 января 2011 года постоянное население деревни — 13 жителей, число хозяйств — 7.
Деревня расположена на реке Коростовка в трёх километрах к северо-западу от деревни Астрилово.

## Население
| 2010 | 2011 | 2012 | 2013 |
| ---- | ---- | ---- | ---- |
| 14   | ↘13  | ↘11  | ↗12  |

## История
Упоминается как Турня, в писцовых книгах Шелонской пятины с 1498 года. До весны 2010 года входила в ныне упразднённое Астриловское сельское поселение.

## Транспорт
Есть прямое беспересадочное пассажирское автобусное сообщение с административным центром муниципального района — городом Старая Русса (маршрут № 138, Старая Русса — Селькава и маршрут № 267, Старая Русса — Новая Деревня).